# Scary Movies
Scary Movies (englisch etwa für „Horrorfilme“) ist ein Lied des US-amerikanischen Rap-Duos Bad Meets Evil, bestehend aus den Rappern Eminem und Royce da 5′9″. Der Song wurde erstmals am 4. Mai 1999 zusammen mit dem Lied Nuttin’ to Do veröffentlicht und ist die erste Single des Duos. Das Stück ist auch auf dem Soundtrack zum Film Scary Movie (2000) sowie auf Eminems inoffiziellem Kompilationsalbum Eminem Is Back (2004) enthalten. Am 9. April 2001 wurde es in Europa zudem als Solo-Single veröffentlicht.

## Inhalt
| Liedteil   | Künstler                 |
| 1. Strophe | Royce da 5′9″            |
| Refrain    | Eminem und Royce da 5′9″ |
| 2. Strophe | Eminem                   |

Scary Movies ist dem Genre Battle-Rap zuzuordnen und enthält textlich viele Wortspiele, Vergleiche und Metaphern sowie sogenannte Punchlines, mit denen imaginäre Gegner „gedisst“ werden. Eminem und Royce da 5′9″ preisen vor allem ihre eigenen Fähigkeiten und richten sich an andere Rapper, die nicht auf ihrem Niveau seien. In seiner Strophe spielt Eminem auch auf die Lewinsky-Affäre des damaligen US-amerikanischen Präsidenten Bill Clinton an.

“Y’all want drama? Wanna make a scary movie?

Rappers comin’ in with their team and carry toolies

You can jump right out of the screen and barely move me

We hard-hittin’, directin’ and starrin’ in it”

## Produktion
Der Song wurde von dem US-amerikanischen Musikproduzenten Rob „Reef“ Tewlow produziert. Er fungierte zusammen mit Eminem und Royce da 5′9″ zudem als Autor.

## Singleversionen
Die Single wurde 1999 und 2001 in unterschiedlichen Versionen veröffentlicht.

### 1999
Erstmals erschien Scary Movies am 4. Mai 1999 zusammen mit dem Lied Nuttin’ to Do als Maxi-Single bzw. Doppel-A-Seite in zwei Versionen. Eine der Ausgaben enthält zusätzlich den Solosong I’m the King von Royce da 5′9″. Auf dem Cover beider Versionen sind zwei leicht-bekleidete Frauen zu sehen, von denen die rechte die Pornodarstellerin Midori ist. Rechts oben im Bild befinden sich die Schriftzüge Bad meets Evil sowie featuring Eminem aka Slim Shady and Royce The 5-9 in Rot bzw. Schwarz. Links unten stehen die Titel Nuttin’ to Do und Scary Movies in Schwarz. Der Hintergrund ist weiß gehalten. Die Single erreichte am 5. Juni 1999 Platz 32 in den US-amerikanischen Hot Rap Songs der Billboard-Charts.
| Titelliste Maxi-Single 1 1. Nuttin’ to Do (Radio Version) – 4:13 2. Nuttin’ to Do (Street Version) – 4:13 3. Nuttin’ to Do (Instrumental) – 4:13 4. Scary Movies (Radio Version) – 3:46 5. Scary Movies (Street Version) – 3:46 6. Scary Movies (Instrumental) – 3:46 | Titelliste Maxi-Single 2 1. Nuttin’ to Do (Street Version) – 4:13 2. Scary Movies (Street Version) – 3:46 3. I’m the King (Street Version) – 3:22 4. Nuttin’ to Do (Radio Version) – 4:13 5. Scary Movies (Radio Version) – 3:46 6. I’m the King (Radio Version) – 3:22 7. Nuttin’ to Do (Instrumental) – 4:13 8. Scary Movies (Instrumental) – 3:46 9. I’m the King (Radio Version) – 3:22 |

### 2001
Am 9. April 2001 wurde Scary Movies als Solo-Single, inklusive verschiedener Remix-Versionen, in Europa erneut veröffentlicht. Auf dem Cover der deutschen Version ist ein schwarzer Kolkrabe zu sehen. Rechts oben im Bild befinden sich die Schriftzüge Bad meets Evil, featuring Eminem & Royce 5′9″ sowie Scary Movies in Rot bzw. Schwarz. Der Hintergrund ist komplett weiß gehalten. Das Cover der britischen Version ist in Blau-weiß gehalten und zeigt eine Musikkassette mit der blauen Aufschrift Bad Meets Evil sowie Geldscheine und Pistolen. Im oberen Teil des Covers stehen die Schriftzüge Bad Meets Evil, featuring Eminem & Royce 5′ 9″ sowie Scary Movies in Schwarz bzw. Blau. Während die Single im deutschsprachigen Raum die Charts verpasste, erreichte sie im Vereinigten Königreich am 1. September 2001 Platz 63 und konnte sich zwei Wochen in den Top 100 halten.
| Titelliste DE-Version 1. Scary Movies (Radio Version) – 3:46 2. Scary Movies (Phillie MC Remix) – 3:54 3. Scary Movies (Street Version) – 3:46 4. Scary Movies (Yonderboi Remix) – 4:02 5. Scary Movies (Future Type Joint Remix) – 4:01 | Titelliste UK-Version 1. Scary Movies (Original) – 3:46 2. Scary Movies (Phreaq Remix) – 3:04 3. Scary Movies (Sonorous Star Remix) – 4:30 \| ChartsChartplatzierungen \| Höchstplatzierung \| Wochen \| \| ------------------------------- \| ----------------- \| ------ \| \| Vereinigtes Königreich (OCC)[7] \| 63 (2 Wo.) \| 2 \| |        |
| ChartsChartplatzierungen | Höchstplatzierung | Wochen |
| Vereinigtes Königreich (OCC) | 63 (2 Wo.) | 2      |